# Marino Reguardati
Marino Reguardati, bekannt als Marino da Norcia (* in Norcia; † um 1450), war ein italienischer Condottiere und Politiker, Vizeherzog von Bari und Senator von Rom.

## Leben
Er wurde in Norcia als Sohn von Biagio Reguardati geboren und hatte zwei Brüder, Benedetto und Pietro, und drei Schwestern. Er war Mitglied einer Familie des alten Komitats- und Senatsadels, die von der gens Claudia abstammte. Er heiratete eine Dame aus der Familie Carafa, Tochter von Giovannello Carafa und Mariella Mariscalco. Nachdem er eine militärische Laufbahn eingeschlagen hatte, diente er zunächst in der angevinischen Söldnertruppe von Jacopo Caldora und dann in der seines Sohnes Antonio im Kampf gegen die Aragonier, die Thronanwärter im Königreich Neapel.
Im Jahre 1438 befand er sich in Bitonto, wo er den Condottiere Giovanni Maria Vitelleschi in die Flucht schlug und einige Truppen des Kirchenstaates überzeugte, sich Jacopo Caldora anzuschließen. Dieser, der Herzog von Bari, ernannte ihn als Belohnung für seine Loyalität zu seinem Stellvertreter in der Regierung seiner Lehen. Im folgenden Jahr übergab er nach verschiedenen Ereignissen die Lehen von Bari, Acquaviva delle Fonti, Capurso, Cassano Murge, Conversano, Gioia del Colle, Martina Franca, Noci, Nola, Rutigliano und Turi an Alfons V. von Aragon. Auf diese Weise versucht er den Verrat von Antonio Caldora zu begrenzen, der die Seiten gewechselt hatte.
1442 trat er in den Dienst der Republik Florenz, wo er das Amt des Capitano del Popolo bekleidete. 1443 wurde er Senator von Rom, 1444 Podestà der Republik Siena und trat schließlich 1445 in den Dienst des Kirchenstaates von Papst Eugen IV., der ihn zum Gouverneur von Città di Castello und Podestà von Foligno ernannte- Im folgenden Jahr schickte ihn der Papst auf einen Feldzug nach Korsika, wo er die Lehen Corte, Bastia, Brando, Cinarca, Baricini, Bozi, Orese, Ornano und Istria eroberte. Als der Papst 1447 starb, versuchte er aus Ehrgeiz, ein diktatorisches Regime über einen großen Teil der Insel zu errichten, aber die Bevölkerung, angeführt von einem gewissen Raffaello di Leca, schaffte es durch verschiedene Aufstände, ihm die eroberten Lehen wieder zu entreißen und ihn zur Rückkehr nach Italien zu zwingen.
Marino Reguardati starb um 1450.